# Arcturus subtilis
Arcturus subtilis är en kräftdjursart som beskrevs av Oleg Grigor'evich Kussakin 1971. Arcturus subtilis ingår i släktet Arcturus och familjen Arcturidae. Inga underarter finns listade i Catalogue of Life.